# HD165207
HD165207 — хімічно пекулярна зоря спектрального класу
B4 й має видиму зоряну величину в смузі V приблизно  8,2.

## Пекулярний хімічний склад
Зоряна атмосфера HD165207 має підвищений вміст 
He
.